# Hardvapour
La hardvapour est un microgenre de musique basé sur Internet ayant émergé fin 2015 comme une réponse ironique à la vaporwave, s'éloignant du concept d'utopie capitaliste calme et samplant de la muzak de cette dernière en faveur d'un son influencé par le gabber et le punk.

## Histoire
Le 29 novembre 2015, le producteur canadien de vaporwave Wolfenstein OS X (ou WosX en abrégé) sort End of World Rave, la première sortie notable en hardvapour, via le label Bandcamp Dream Catalogue,. L'album propose une musique qui s'oppose intentionnellement aux aspects typiquement associés au son vaporwave. Todd Ledford, fondateur du label HVRF Central Command, explique : « À l'automne 2015, Wolfenstein OS X imagine que ces racailles d'Europe de l'Est s'inspiraient de l'effet « punk » que pouvait avoir le fait de mettre sa musique sur Bandcamp — en particulier tous ces alias vaporwave imaginaires — sauf que ces jeunes détestaient toute cette saloperie lente et pensaient que c'était « pour le cul » - ils ont donc lancé hardvapour. »
Le 9 décembre 2015, le producteur Hong Kong Express, sous le pseudonyme Sandtimer, sort Vaporwave Is Dead, également sous Dream Catalogue, qui annonçait la « mort » de la vaporwave et une « nouvelle ère ». L'album contient une piste parlée avec les paroles suivantes : « Maintenant, dans les débuts de la fin du monde, la vaporwave est morte. À partir de maintenant, il n'y aura plus que... la hardvapour. »

## Caractéristiques
Les éléments communs comprennent des sons de synthétiseurs épais, des tambours programmés, des tempos rapides et des influences de l'acid house, du big beat, du broken beat, du gabber, du speedcore, de la musique bruitiste, de la hardtechno, de la techno industrielle, du hardstyle et de la drum and bass,. La compilation de 56 titres Hardvapour. de DJ Vlad, sortie dans le monde entier via la page Bandcamp d'Antifur, présente des éléments et des influences de différents styles, tels que la techno, la musique industrielle et le trap. Hacking for Freedom de Wolfenstein OS X, sous le nom de Flash Kostivich, est considéré par le journaliste Matt Broomfield comme un « espace sonore unique, quelque part entre les premières compilations Clicks and Cuts et la bande originale de Ghost in the Shell. »

## Accueil
La hardvapour est qualifiée d'« excitante » par les publications Thump et le magazine britannique Dazed. Selon Dazed, la hardvapour a été critiquée par de nombreux auditeurs de vaporwave comme une « blague trop usée », principalement en raison des « histoires obscures » qui ont conceptualisé la plupart des sorties du style. Toute discussion sur la hardvapour est bannie du subreddit officiel de la vaporwave.